# Рада з материкових справ
Рада з материкових справ (англ. Mainland Affairs Council, тайв. манд. Dàlù Wěiyuánhuì, тайванська хакка Thai-liu̍k Vî-yèn-fi) — орган державного управління рівня міністерства у структурі Виконавчого юаня Республіки Китай, відповідальний за планування, розроблення та впровадження політики у сфері тайвансько-китайських відносин, які охоплюють материковий Китай, Гонконг і Макао. Керівник ради має статус повноцінного урядового міністра.
У Китайській Народній Республіці (КНР) цьому органу відповідає Канцелярія у справах Тайваню при Держраді КНР. Обидві держави офіційно претендують на територію одна одної, водночас Республіка Китай контролює лише Тайвань і Пенху та прилеглі острови, а тому ця країна більш відома як «Тайвань». За Конституцією Китайської Республіки її іноді називають «вільною територією» Республіки Китай. КНР контролює материковий Китай, а також Гонконг, Макао та деякі острови і тому зазвичай ототожнюється з назвою «Китай». Питання, пов'язані з КНР, належать до компетенції Ради з материкових справ на відміну від решти зовнішньополітичних справ, що входять до кола повноважень Міністерства закордонних справ.
Рада відіграє важливу роль у визначенні політики та розвитку тайвансько-китайських відносин, у галузі яких надає консультації центральній владі. Вона фінансує та опосередковано керує роботою напівофіційної організації Straits Exchange Foundation, яка є офіційним посередником у відносинах із КНР. 

## Історія
У листопаді 1987 року відносини між обома сторонами Тайванської протоки значно покращилися після того, як уряд Республіки Китай почав дозволяти родинні візити до материкового Китаю. Тому Виконавчий юань заснував у серпні 1988 року Міжвідомчий комітет у справах материка як робочу групу з розв'язання в органах влади питань, пов'язаних із материком. У квітні 1990 року з метою поліпшити розроблення політики щодо материкового Китаю та підвищити її ефективність уряд Республіки Китай розробив проєкт Організаційного закону для Ради у справах материкового Китаю. 18 січня 1991 року Законодавчий юань у третьому читанні ухвалив цей закон, а 28 січня того ж року його оприлюднив Президент Лі Денхуей, таким чином офіційно уповноважуючи Раду з материкових справ бути державним органом у галузі загального планування та вирішення справ щодо материкового Китаю. 2017 року Департамент у справах Гонконгу та Макао Ради з материкових справ перебрав на себе деякі обов'язки Комісії з монгольських і тибетських справ (MTAC), чим створив розширений Департамент у справах Гонконгу, Макао, Внутрішньої Монголії та Тибету.